# Міка Зібанеджад
Міка Зібанеджад (перс. میکا زیبانژاد, швед. Mika Zibanejad; 18 квітня 1990, Гуддінге, Швеція) — шведський хокеїст, центральний нападник клубу НХЛ «Нью-Йорк Рейнджерс». Гравець збірної команди Швеції.

## Ігрова кар'єра
Міка в ранньому дитинстві захоплювався футболом, перш ніж вирішив зайнятися хокеєм. У віці шести років почав грати в хокей в клубі «Гаммарбю», де загалом провів сім сезонів до того моменту поки команда не збанкрутувала у 2008 році.
На юніорському та молодіжному рівні він захищав кольори команди АІК. На драфті КХЛ у 2010 році шведа обрав «Локомотив» (Ярославль) під 129-м номером.
7 лютого 2011 року Зібанеджад уклав дворічний контракт з «Юргорденом».
Влітку 2011 року Міка був обраний на драфті НХЛ під 6-м загальним номером командою «Оттава Сенаторс», а 13 липня уклав з «сенаторами» трирічний контракт. У дебютному сезоні 2011–12 швед у складі «сенаторів» провів дев'ять матчів, а 26 жовтня його повернули до «Юргордена».
У серпні 2012 року «Оттава» оголосила, що Зібанеджад  наступний сезон проведе у Північній Америці, або в НХЛ за «сенаторів», або у фарм-клубі «Бінгхемптон Сенаторс» (АХЛ). Зрештою першу частину сезону Міка відіграв в АХЛ, а з січня 2013 захищав кольори Оттави.
18 липня 2016 року Зібанеджада обміняли на Дерика Брассара з «Нью-Йорк Рейнджерс». 17 січня 2017 року в матчі проти «Даллас Старс» швед зробив дубль, а «Рейнджерс» поступився 7–6.
25 липня 2017 року Міка підписав новий п'ятирічний контракт з «рейнджерами». Впродовж наступного сезону він став лідером першої ланки, де його партнерами стали Кріс Крейдер та Павло Бучневич.
5 жовтня 2019 року швед відзначився першим хет-триком.
5 березня 2020 року Зібанеджад став третім гравцем в історії «Рейнджерс», який закинув п’ять шайб у переможній грі 6–5 проти «Вашингтон Кепіталс», до нього квінтетом відзначились Дон Мердок 12 жовтня 1976 року та Марк Павелич 23 лютого 1983 року.
17 березня 2021 року Міка став автором другого хет-трику в переможній грі 9–0 проти «Філадельфія Флаєрс». 25 березня він вдруге відзначився хет-триком і також в переможній грі 8–3 проти «Флаєрс». Він став третім гравцем НХЛ після Томаса Ванека та Петера Бондри, які відзначились двічі поспіль хет-триком в матчах проти одного суперника. 25 квітня 2021 року в матчі проти «Баффало Сейбрс» швед оформив черговий хет-трик.
10 жовтня 2021 року сторони уклали новий восьмирічний контракт. 18 січня 2022 року Зібанеджад був обраний для участі в матчі всіх зірок НХЛ.
У сезоні 2022–23 швед відзначився дублем у переможній грі 6–4 проти «Анагайм Дакс».

## На рівні збірних
Зібанеджад виступав свого часу в складі юніорської збірної Швеції, здобув срібло на чемпіонаті світу та молодіжної ставши чемпіоном світу.
У складі національної збірної команди Швеції чемпіон світу 2018 року.

## Нагороди та досягнення
- У складі збірної Швеції чемпіон світу 2018 року.
- Учасник матчу усіх зірок НХЛ — 2022.

## Родина
Батько Міки Мехрдад іранського походження, мати Рітва фінського походження.
Зібанеджад володіє англійською, перською, фінською та шведською мовами.
У 2021 році Міка одружився з шведською футболісткою та спортивною журналісткою Ірмою Хелін. Подружжя виховує одну дитину.

## Статистика

### Клубні виступи
| Сезон        | Клуб                 | Ліга         | Регулярний сезон | Регулярний сезон | Регулярний сезон | Регулярний сезон | Регулярний сезон | Плей-оф | Плей-оф | Плей-оф | Плей-оф | Плей-оф |
| Сезон        | Клуб                 | Ліга         | І                | Г                | П                | О                | ШХ               | І       | Г       | П       | О       | ШХ      |
| ------------ | -------------------- | ------------ | ---------------- | ---------------- | ---------------- | ---------------- | ---------------- | ------- | ------- | ------- | ------- | ------- |
| 2008–09      | АІК                  | Ю18          | 11               | 2                | 2                | 4                | 2                | —       | —       | —       | —       | —       |
| 2009–10      | Юргорден             | Ю18          | 14               | 8                | 12               | 20               | 10               | —       | —       | —       | —       | —       |
| 2009–10      | Юргорден             | Ю18 Алсв     | 14               | 6                | 9                | 15               | 8                | 5       | 5       | 4       | 9       | 4       |
| 2009–10      | Юргорден             | Ю20          | 14               | 2                | 2                | 4                | 4                | —       | —       | —       | —       | —       |
| 2010–11      | Юргорден             | Ю18          | 2                | 3                | 2                | 5                | 2                | —       | —       | —       | —       | —       |
| 2010–11      | Юргорден             | Ю20          | 27               | 12               | 9                | 21               | 12               | 3       | 1       | 2       | 3       | 0       |
| 2010–11      | Юргорден             | Елітсерія    | 26               | 5                | 4                | 9                | 2                | 7       | 1       | 1       | 2       | 2       |
| 2011–12      | Юргорден             | Елітсерія    | 26               | 5                | 8                | 13               | 4                | —       | —       | —       | —       | —       |
| 2011–12      | Оттава Сенаторс      | НХЛ          | 9                | 0                | 1                | 1                | 2                | —       | —       | —       | —       | —       |
| 2012–13      | Бінгхемптон Сенаторс | АХЛ          | 23               | 4                | 7                | 11               | 10               | —       | —       | —       | —       | —       |
| 2012–13      | Оттава Сенаторс      | НХЛ          | 42               | 7                | 13               | 20               | 6                | 10      | 1       | 3       | 4       | 0       |
| 2013–14      | Бінгхемптон Сенаторс | АХЛ          | 6                | 2                | 5                | 7                | 2                | —       | —       | —       | —       | —       |
| 2013–14      | Оттава Сенаторс      | НХЛ          | 69               | 16               | 17               | 33               | 18               | —       | —       | —       | —       | —       |
| 2014–15      | Оттава Сенаторс      | НХЛ          | 80               | 20               | 26               | 46               | 20               | 6       | 1       | 3       | 4       | 0       |
| 2015–16      | Оттава Сенаторс      | НХЛ          | 81               | 21               | 30               | 51               | 18               | —       | —       | —       | —       | —       |
| 2016–17      | Нью-Йорк Рейнджерс   | НХЛ          | 56               | 14               | 23               | 37               | 16               | 12      | 2       | 7       | 9       | 0       |
| 2017–18      | Нью-Йорк Рейнджерс   | НХЛ          | 72               | 27               | 20               | 47               | 14               | —       | —       | —       | —       | —       |
| 2018–19      | Нью-Йорк Рейнджерс   | НХЛ          | 82               | 30               | 44               | 74               | 47               | —       | —       | —       | —       | —       |
| 2019–20      | Нью-Йорк Рейнджерс   | НХЛ          | 57               | 41               | 34               | 75               | 14               | 3       | 1       | 1       | 2       | 0       |
| 2020–21      | Нью-Йорк Рейнджерс   | НХЛ          | 56               | 24               | 26               | 50               | 18               | —       | —       | —       | —       | —       |
| 2021–22      | Нью-Йорк Рейнджерс   | НХЛ          | 81               | 29               | 52               | 81               | 12               | 20      | 10      | 14      | 24      | 4       |
| 2022–23      | Нью-Йорк Рейнджерс   | НХЛ          | 82               | 39               | 52               | 91               | 20               | 7       | 1       | 3       | 4       | 6       |
| Усього в НХЛ | Усього в НХЛ         | Усього в НХЛ | 767              | 268              | 338              | 606              | 205              | 58      | 16      | 31      | 47      | 10      |

### Збірна
| Рік                | Команда            | Турнір             | Місце              | І  | Г  | П | О  | ШХ |
| ------------------ | ------------------ | ------------------ | ------------------ | -- | -- | - | -- | -- |
| 2010               | Швеція             | U17                | 3                  | 6  | 5  | 4 | 9  | 4  |
| 2011               | Швеція             | ЮЧС18              | 2                  | 6  | 4  | 4 | 8  | 2  |
| 2012               | Швеція             | МЧС                | 1                  | 6  | 4  | 1 | 5  | 2  |
| 2018               | Швеція             | ЧС                 | 1                  | 10 | 6  | 5 | 11 | 0  |
| Юніорська збірна   | Юніорська збірна   | Юніорська збірна   | Юніорська збірна   | 18 | 13 | 9 | 22 | 8  |
| Національна збірна | Національна збірна | Національна збірна | Національна збірна | 10 | 6  | 5 | 11 | 0  |